# The Man Who Lost Himself
The Man Who Lost Himself è un film muto del 1920 diretto da George D. Baker (una fonte riporta come regista Clarence Badger).

## Produzione
Il film fu prodotto dalla Faversham Productions e Selznick Pictures Corporation.

## Distribuzione
Il copyright del film, richiesto dalla Selznick Pictures Corp., fu registrato il 1º maggio 1920 con il numero LP15061.

Distribuito dalla Select Pictures Corporation, il film uscì nelle sale statunitensi nel giugno 1920 dopo essere stato presentato in prima allo Strand Theatre di New York. In Francia, fu distribuito il 3 dicembre 1920 con il titolo Le Fantôme de Lord Barington; in Danimarca, con il titolo Manden fra New York, l'8 gennaio 1922.
Non si conoscono copie ancora esistenti della pellicola che viene considerata presumibilmente perduta.